# Fridtjof Backer-Grøndahl
Fridtjof Backer-Grøndahl (Christiania 15 oktober 1885 – Oslo, 21 juni 1959) was een Noors pianist, muziekdocent en componist. 
Hij werd geboren als derde zoon binnen het gezin van pianiste/componiste Agathe Backer-Grøndahl en componist/dirigent Olaus Andreas Grøndahl. Zijn eerste opleiding kreeg hij binnen het gezin. Zijn debuut als pianist vond plaats op 3 september 1903, nauwelijks 18 jaar oud. Vervolgens ging hij bij Ernst Rudorff en Karl Heinrich Barth studeren aan de Königliche Akademische Hochschule für ausübende Tonkunst in Berlijn. Verdere piano-opleiding kwam van Ernst von Dohnányi en Xaver Scharwenka. Een van zijn lievelingsstukken was het Pianoconcert van Edvard Grieg. De families Grieg en Backer-Grondahl waren bevriend. Het concert speelde hij bijvoorbeeld in Amsterdam en Kiel onder leiding van de componist. Datzelfde gebeurde ook met werken van Johan Svendsen.
In 1913 huwde hij Sophie Eugenie Løvenskiold (1894-1985) (er kwamen drie kinderen uit dat huwelijk). Tussen 1920 en 1930 leefde hij in het Verenigd Koninkrijk en gaf toen ook les aan het University College London. Hij ging uiteraard door met concerteren met pianowerken van Ludwig van Beethoven, Frédéric Chopin, Robert Schumann en Johannes Brahms. In 1957 trad hij op met Griegs pianoconcert met de voorloper van het Bergen filharmoniske orkester ter gelegenheid van de 50-jarige sterftedag van de componist.
In tegenstelling tot zijn moeder heeft Fridtjof wel gespeeld tijdens Promsconcerten. Hij speelde daar zowel in 1925 en 1926.
Enige concerten waren:
- 3 september 1903: hij speelde met zijn moeder het pianokwartet opus 16 van Beethoven, verder werken van Camille Saint-Saëns en Robert Schumann. In datzelfde concert vond een eerste uitvoering plaats van Backers eigen opus 1, de drie pianowerkjes
- 19 september 1903: samen met de Deense Elma Hornemann en Tyra Bentsen en het orkest van het Nationaltheatret onder leiding van Johan Halvorsen; hij soleerde in het Pianoconcert nr. 5 van Ludwig van Beethoven.
- 26 april 1906: het pianoconcert van Grieg met het Concertgebouworkest onder leiding van de componist.
- 10 oktober 1925: Promsconcert met "Variaties op een kinderliedje" opus 25 van Ernő Dohnányi (zoon van Fridtjofts leraar)

## Oeuvre
- Op.1. 3 Klaverstykker, april 1903
- Op.2. Etude i C-dur for pianoforte, 1905
- Op.3. 2 Klaverstykker, 1905
- Op.4. Bryllupsvis (En Myrtekrans er skjøn at se), 1908
- Op.6. 2 Klaverstykker, 1908
- Op.7. Fantasistykker, 1908
- Op.9. 3 Karakterstykker, 1910
- Op.10. Spanske Stemninger, 1910
- Op.11. Barnlige Billeder, 1916
- Op.11 [eg. 12]. Tre Klaverstykker, 1917
- Op.13. Stemninger, 1920
- Op.14. Tre sanger, 1931
- Op.15 Sju sanger, 1934–1935
- Op.16. 7 sange, 1937
- Op.17. 4 sange, 1936
- Op.18. 3 sange, 1940
- Op.19. Kjærlighedshymne, 1944
- Op.20. Tre klaverstykker, 1945
- Op.21. Dreaming, 1945
- Op.22. Scherzo (“Trykkfeilsdjevelen”), 1946
- Julekveld, 1944
- Julestemning (Glade jul), 1943
- Norge i brand for Kristus (Norge i flammer), 1936